# Linse Kessler
Lenina Coleman (døbt Lenina Christiansen) bedre kendt som Linse Kessler (født 31. marts 1966 i København) er en dansk tv-personlighed, model, skuespiller og forretningskvinde. Hun var fra 2008 til 2013 indehaver af stripklubben Copenhagen Redlight i Nyhavn. Kessler er bl.a. kendt for at have "Skandinaviens største barm" og for at være storesøsteren til den tidligere professionelle bokser Mikkel Kessler. 
Hun har medvirket i et hav af reality-programmer, ofte sammen med reality-kollegaen Gustav Salinas. Hun er mest kendt for sin medvirken på TV3 hvor hun har hovedrollen i sin serie Familien fra Bryggen. Programmet er et af TV3's mest sete – med et gennemsnitligt seertal på 200.000. Hun er desuden en kendt skikkelse på de sociale medier – på hendes Facebook-side har hun over 400.000 følgere og Instagram over 500.000.

## Baggrund
Hun blev født den 31. marts 1966 som datter af typografen Ole Christiansen og Ann Patricia Christiansen som Lenina Christiansen. Hendes fødenavn Lenina Christiansen kom fra hendes far Ole, der var stor fan af den sovjetiske statsleder, Vladimir Lenin
Officielt har hun aldrig heddet Linse Kessler. I 2019 skiftede hun sit efternavn til Coleman, som var hendes mors pigenavn.. Navneskiftet skete ifølge dagbladet BT for at give bedre muligheder for endnu et forsøg i forretningslivet - nu med plejeprodukter.

## Familie
Linse har datteren Stephanie Karma Salvarli, som er gift med Cengiz Mads Salvarli. Sammen har de to døtre.

## Karriere
Linse Kessler har opnået omtale gennem sine brystimplantater. I 1991 fik hun sin første brystforstørrelse, hvor implantatet var saltvandsimplantat på 350 ml. Hun fortsatte gradvist med at gøre sine bryster større gennem årene; fra 340 ml til 420 ml, og derefter 800 ml, og derefter til 1.200 ml og senere 1.600 ml. Brysterne med 1.600 ml, havde hun i 12 år, inden de blev skiftet i 2010, og ved denne brystforstørrelse fik hun 2.000 ml i hvert bryst. Hun har, foruden brystforstørrelserne, fået adskillige plastikoperationer, herunder ansigtsløft og botox-indsprøjtninger.
I 1999 medvirkede hun i tv-dokumentar serien Extrem, hvor man fulgte hende i hendes hverdag, og hun blev på daværende tidspunkt kaldt for "Danmarks største bryster". I 2004 fik hun sin filmdebut i Nicolas Winding Refns danske thriller Pusher II i en birolle som prostitueret, der er mål for mord. Hun medvirkede også i Pusher III, hvor hun spillede bordelmutter.
I 2008 åbnede hun, sammen med sin forretningspartner, Camilla Andersen, stripklubben Copenhagen Redlight i Nyhavn. Den gik dog konkurs i oktober 2013. Hun har også startet andre virksomheder, bl.a. Linses Lounge og en tattoo-forretning. Linse har i 2018 drevet et bed and breakfast i Spanien, og i februar 2019 har hun startet webshop som sælger tøj til støtte for forskellige dyreorganisationer. Webshoppen drives som er en Non-profit Fond.
Hendes skuespillerkarriere fortsatte i 2009, da hun medvirkede i Anne-Grethe Bjarup Riis' kortfilm Nedenunder. I filmen spiller hun elskerinden til filmens hovedperson, der bliver spillet af Joen Højerslev. I september 2011 begyndte hun og hendes familie i hovedrollen på realityserien Familien fra Bryggen på TV3. I serien følger man Kessler, hendes datter Stephanie og hendes mor Ann i deres dagligdag og i deres hjem på Islands Brygge.
Linse er en stor dyreven og har bl.a. lavet en kampagne i samarbejde med Anima, der går imod brug af pels, og i Familien fra Bryggen er der flere episoder, hvor hun tager sig kærligt af dyrene eller hjælper dem på anden vis.
I august 2013 vandt hun tv-prisen for "Bedste karakterdrevne serie" med Familien fra Bryggen. Hun var en af hovedpersonerne i Gustav & Linse på udebane, hvor hun sammen med Gustav Salinas rejste rundt og blev udfordret med uvante situationer og miljøer som f.eks. leve som i middelalderen på Middelaldercentret og deltage i VM i luftguitar i Finland; serien fik 14 afsnit.  I 2012 medvirkede hun i et par afsnit i den ottende sæson af Paradise Hotel.
I 2012 medvirkede hun i musikvideoen til Linda P's sang "Du' Fanme Pæn Du Er", som blev vist som Linda P's optræden til Comedy Aid.
Hun har medvirket på to sange med Ronni Garner i 2013; "Lidt for Blond" og "Julesangen", hvoraf førstnævnte har over 2 millioner visninger på YouTube.
I januar 2019 vandt hun prisen Årets Optimist 2018 – Kultur, og i oktober 2019 har Linse lanceret sin egen creme serie samt parfume.

## Lovovertrædelser og straf
Linse Kessler er dømt for alvorlig og personfarlig voldsforbrydelser - fx hashsmugling, trusler mod vidner, ulovlig indtrængen og vold. Hun har blandt andet afsonet nogle af sine domme i Vestre Fængsel og Horserød Statsfængsel. Hun har sammenlagt siddet i fængsel i 7 år af sit liv. I 2009 bekræftede Københavns Politi til BT at Linse Kessler tilbage i 2003 havde drevet tre bordeller i Hovedstadsområdet. Men på trods af omfattende rufferi, har politiet aldrig ført en sag mod hende. Kessler selv, afviste dog disse anklager.
I 1995 flygtede hun fra Haderslev Arrest, som den første kvindelige indsatte nogensinde.

## Filmografi

### Film
- Pusher II (2004) - Jeanette
- Pusher III (2005) - Jeanette
- Nedenunder (2009, kortfilm)

### Tv
- Stjernekigger (2017, 1 episode)
- Linse og de Bare Bryster (2016, 10 episoder)
- Børneindsamlingen (2014)
- 101 ting jeg ville ønske jeg havde vidst da jeg var teenager (2014)
- Gustav & Linse på udebane (2014, 14 episoder)
- Paradise After Dark (2012)
- Paradise Hotel (2012, 4 episoder)
- Familien fra Bryggen (2011-2021)
- Til middag hos... (2011, sæson 3, 1 episode)
- Fight Camp 360: Inside the Super Six World Boxing Classic (2009-2010, 2 episoder)
- De Grænseløse - kliker, Klaner og Karakterer (2009=
- Extrem (1999) - "Danmarks største bryster"
- Linse på tur - (2021, 1 sæson)